# Hyssura producta
Hyssura producta là một loài chân đều trong họ Hyssuridae. Loài này được Norman & Stebbing miêu tả khoa học năm 1886.